# Personaggi di Candice Renoir
Questa voce contiene un elenco dei personaggi presenti nella serie televisiva francese Candice Renoir.

## Principali

### Candice Renoir
Comandante Candice Renoir (interpretata da Cécile Bois) è poliziotta, madre di quattro figli. Torna al lavoro dopo dieci anni di assenza ed è subito alle prese con le nuove tecnologie, tanto che ha un rapporto difficile con il computer, ma la vera sfida per lei è sconfiggere la diffidenza dei suoi sottoposti che inizialmente non accettano di buon grado la sua autorità. Risolvendo lei stessa i primi casi, Candice riesce progressivamente a conquistare la stima dei giovani collaboratori e a instaurare con loro un rapporto umano.
La vita privata di Candice è ancora più complicata di quella lavorativa. Alle prese con tanti figli di età diverse, le vengono imputate le prolungate assenze da casa per il lavoro. Quasi divorziata dal marito Laurent, Candice inizia una relazione con l'attraente vicino di casa Hervé che però alla fine della prima stagione la pone di fronte a una scelta difficile: avere un figlio. Candice rifiuta ed Hervé si trasferisce, ma i due continuano a vedersi nella seconda stagione: nel frattempo la donna si riavvicina a Laurent, tanto che il marito le propone di tornare insieme. Candice sembra cedere, ma Laurent si trasferisce a Marsiglia perché si è reso conto che Candice non è più innamorata di lui.
Nella quarta stagione ha una storia con Antoine.

### Antoine Dumas
Capitano Antoine Dumas (interpretato da Raphaël Lenglet) è colui il quale nutre il maggior risentimento verso Candice. Infatti, avrebbe dovuto essere lui il comandante della squadra, se non fosse arrivata lei per decisione delle alte sfere. Testardo e molto razionale, il contrario di Candice, Antoine non riconosce la sua autorità e le inimica il resto dell'équipe. Quando però Candice risolve i casi al posto suo, Antoine minaccia di andarsene altrove: non potendo rinunciare alle qualità di Antoine, Candice lo sfida mettendo in palio il ruolo di comandante per chi riuscirà a risolvere un caso. Candice vince e Antoine riconosce la sconfitta, accettando di lavorare sotto di lei. Con il tempo il rapporto migliora, tanto che al commissariato in molti iniziano a pensare che Antoine provi del tenero per Candice.
Giocatore di rugby, Antoine ha scelto di fare il poliziotto contro la volontà della famiglia. Nella seconda stagione si ritrova a collaborare con sua madre, avvocato difensore di uno dei sospettati di un caso sul quale stava indagando: quando la donna è in pericolo, Antoine riesce a salvarla e riallacciano i loro rapporti. Nel nono episodio della seconda stagione viene colpito da un ricercato e finisce in coma. Nella terza stagione torna subito in servizio, sviluppando una pericolosa dipendenza dai farmaci, lasciando la squadra per un po' di tempo. Nella quarta stagione ha una storia con Candice.

### Jean-Baptiste Medjaoui
Brigadiere Jean-Baptiste Medjaoui (interpretato da Mhamed Arezki) è sposato e padre della piccola Lily. È la prima persona con cui Candice riesce ad andare d'accordo, grazie anche alla recente paternità che lo porta a confidarsi spesso con lei su cosa fare con la bambina. Jean-Baptiste cerca di mediare tra Candice e Antoine, mettendo in dubbio le decisioni prese da quest'ultimo.
Spesso è costretto ad assentarsi dal lavoro per aiutare la moglie Audrey. Intuendo che il matrimonio tra loro non sta andando bene, soprattutto perché non dormono abbastanza, Candice e il resto della squadra aiutano Jean-Baptiste a badare a Lily. Nel finale della seconda stagione abbandona la squadra, costretto a trasferirsi dalla moglie Audrey impaurita per la sparatoria in cui è rimasto vittima Antoine.

### Chrystelle Da Silva
Tenente Chrystelle Da Silva (interpretata da Gaya Verneuil) è una persona molto fredda e riservata, complici alcuni traumi del passato che la rendono aggressiva quando vengono affrontati casi di uomini violenti o di giovani donne incinte. Infatti, Chrystelle nasconde ai colleghi di avere un figlio, Lukas, che stanno crescendo i suoi genitori.
Qualcosa si comincia a intuire quando nasce la piccola Lily: Chrystelle si rifiuta di vederla, adducendo ogni volta una scusa. Alla fine della prima stagione Candice le rivela di aver scoperto che ha un figlio: Chrystelle si arrabbia, ma poi accetta il suo consiglio di vedere uno psicologo. Nella seconda stagione appare più rilassata, soprattutto da quando frequenta un allenatore di pallacanestro conosciuto durante un'indagine. Chrystelle porta il figlio Lukas a vivere con lei.

### Valentine Atger
Luogotenente Valentine Atger (interpretata da Yeelem Jappain). Dinamica e portata all'azione è dalla stagione 5 un elemento fondamentale della squadra. Convive con la sua compagna Marion ed il figlio di lei Tom. Ha interrotto i rapporti con i suoi genitori che non accettavano la sua omosessualità. Nella stagione 10 complice il piccolo Tom riallacceranno i rapporti. Vuole unirsi in matrimonio con Marion ed adottare Tom per essere anche lei sua madre. È benvoluta da tutti.

### Pascale Ibarruri
Pascale Ibarruri (interpretata da Alix Poisson) è il medico legale di Sète. Essendo donna e più o meno dell'età di Candice, rappresenta un importante conforto per lei nelle difficoltà dei suoi primi giorni di lavoro. Conoscendola meglio Candice scopre che sarebbe dovuta diventare dottore a tutti gli effetti, ma in un momento di debolezza si è ritirata all'ultimo anno di università di medicina. Nella seconda stagione rassegna le dimissioni perché ha deciso di portare a termine gli studi.

### Aline Jego
Aline Jego (interpretata da Delphine Rich), sostituisce Pascale come medico legale dalla seconda stagione. Esperta e competente, entra subito in sintonia con Candice anche grazie alle comune origini parigine. Spigliata e decisamente libertina, Aline ha avuto due figli che però non vede mai. Nella quarta stagione è indagata per favoreggiamento da una ex estremista di sinistra.

### Yasmine Attia
Yasmine Attia (interpretata da Samira Lachhab) è il commissario di Sète. Sin dall'inizio non nutre simpatia per Candice, anzi si diverte a metterla in difficoltà sommergendola di burocrazia e contestando ogni sua scelta.
Nella seconda stagione rimane incinta, ma nessuno sa chi è il padre del bambino: si sospetta di Antoine, con il quale pare abbia avuto una fugace liason.

### Hervé Mazzini
Hervé Mazzini (interpretato da Alexandre Verga) è il fisioterapista vicino di casa di Candice. Nella prima stagione iniziano a frequentarsi: la relazione platonica si trasforma ben presto in qualcosa di importante, ma Candice non se la sente di avere un figlio come vorrebbe Hervé proprio ora che è ritornata a lavorare. Per questo motivo Hervé mette in vendita la casa e si trasferisce. I due continuano a frequentarsi nella seconda stagione, incontrandosi nel suo studio: il ritorno di fiamma di Laurent per Candice mette un freno alla loro passione, fino a quando Hervé non rinuncerà definitivamente alla donna.

### David Canovas
David Canovas (interpretato da Stéphane Blancafort) è il comandante della sezione Operazioni Speciali. Compare dalla seconda stagione, quando la sua squadra e quella di Candice devono collaborare al caso del furto in un casinò. Nonostante le reciproche diffidenze, riescono a chiudere le indagini.
Prova subito attrazione per Candice, ma lei cerca in tutti i modi di evitarlo perché sente di ricambiarlo e non è interessata a nuove storie. Nel finale della seconda stagione i due si baciano fuori dall'ospedale dove Antoine è appena uscito dal coma. Nella terza stagione stanno insieme e si rivela molto amico dei figli di Candice. Alla fine della quarta stagione scopre che Candice lo tradisce e la lascia.

### Laurent Renoir
Laurent Renoir (interpretato da Arnaud Giovaninetti) è il marito di Candice con cui è in corso la causa di separazione. Narciso e irresponsabile, il motivo per cui Candice lo ha lasciato è il continuo cambio di lavoro che ha portato la famiglia a frequenti trasferimenti in giro per il mondo. Torna a casa nella prima stagione, preoccupato perché Candice trascura i figli, e tenta di riconquistare il loro affetto. Nella seconda stagione si trasferisce nella vecchia abitazione di Hervé, sperando di riallacciare i rapporti con la moglie. Fino a quando Laurent accetta una proposta di lavoro a Marsiglia.

## Personaggi secondari

### Emma Renoir
Interpretata da Clara Antoons, è la primogenita di Candice e Laurent. Studentessa al liceo, Emma vive i problemi tipici dell'adolescenza. Nella seconda stagione ha la prima cotta per un compagno di scuola, conosciuto organizzato una protesta contro il cibo servito alla mensa scolastica.

### Jules Renoir
Interpretato da Étienne Martinelli, è il secondogenito di Candice e Laurent. Ha le idee molto chiare per il futuro: vuole diventare uno chef e per questo spesso trascura gli studi. Candice asseconda questa sua passione, anche perché le è comodo avere il figlio che provvede a cucinare per tutta la famiglia quando rientra tardi dal lavoro. Laurent invece vorrebbe che si impegnasse di più a scuola.

### Léo & Martin Renoir
Interpretati da Alexandre Ruscher e Paul Ruscher, sono i pestiferi gemelli di Candice e Laurent. Ne combinano di tutti i colori, dimostrandosi più furbi e smaliziati della loro età: cambiano continuamente la suoneria del cellulare alla madre con versi di animali (soprattutto nella prima stagione), scaricano illegalmente da Internet e guardano film vietati ai minori.

### Laurette
Interpretata da Aude Forget, è la ragazza alla pari assunta da Candice per badare ai figli. Inizialmente ha difficoltà, soprattutto con i gemelli quando le fanno sparire le chiavi di casa. Compare solo nella prima stagione.

### Audrey Medjaoui
Interpretata da Raphaëlle Boitel, è la moglie di Jean-Baptiste. I rapporti con il marito cambiano quando nasce Lily e, per timore di perderla, JB sarà costretto a lasciare il lavoro per trasferirsi altrove.